# Why Don’t We Do It in the Road?
«Why Don’t We Do It in the Road?» (рус. Почему бы нам не сделать это прямо на улице?) — песня группы «Битлз» из их одноимённого двойного альбома (также известного как «Белый альбом»). Песня была написана и исполнена Полом Маккартни (приписана Леннону и Маккартни).
Песня представляет собой короткую (1:42) и простую вариацию 12-тактового блюза, начинающуюся тремя перкуссионными элементами (удары по деке гитары, хлопки, ударные). Характерен хриплый вокал Маккартни и повторяющий простой текст всего лишь из двух строчек («Почему мы не занимаемся этим вопреки всем? Никто не будет следить за нами»).

## История песни
Маккартни написал эту песню после того, как он увидел двух обезьян, занимающихся половым актом на улице Ришикеша (где группа пребывала в период с февраля по апрель 1968 года). Он изумился простоте этой естественной ситуации, сравнив её с эмоциональной сумятицей, сопровождающей подобное действие у людей. Позднее он высказался по этому поводу:

Самец [обезьяны] просто вскочил на спину этой самки и поимел её, как говорят в народе. Через две или три секунды он соскочил прочь и осмотрелся, будто бы говоря «Это был не я», а она посмотрела по сторонам, словно бы она пережила лишь небольшое беспокойство… И я подумал… вот ведь как прост акт воспроизведения… У нас с ним — ужасающие проблемы, тогда как у животных их нет.
Оригинальный текст (англ.)A male [monkey] just hopped on the back of this female and gave her one, as they say in the vernacular. Within two or three seconds he hopped off again and looked around as if to say, ‘It wasn't me,’ and she looked around as if there'd been some mild disturbance ... And I thought ... that's how simple the act of procreation is ... We have horrendous problems with it, and yet animals don't.
— 

## Запись песни
9 октября 1968 года, когда Леннон и Харрисон работали над двумя другими песнями альбома, Маккартни записал пять дублей данной песни в Первой Студии «Эбби Роуд». В отличие от довольно тяжёлой финальной версии, данные варианты начинались партией акустической гитары, тогда как спокойные вокальные партии чередовались с резкими. В течение той сессии Маккартни играл на всех инструментах самостоятельно. Эта версия доступна в сборном альбоме Anthology 3.
10 октября Маккартни и Ринго Старр закончили запись песни. Старр добавил партию ударных и хлопки, тогда как Маккартни дозаписал дополнительный вокал, партию бас-гитары и соло-гитары. Леннон и Харрисон в тот день снова были заняты, осуществляя контроль над записью партий струнных для песен «Piggies» и «Glass Onion».
В записи участвовали:
- Пол Маккартни — вокал, акустическая гитара, пианино, соло-гитара, бас-гитара, хлопки
- Ринго Старр — ударные, хлопки

## Реакция Леннона
Узнав о записи песни, Леннон был огорчён по поводу того, что Маккартни записал её без него. В интервью журналу Playboy (1980 г.) он получил вопрос об этой песне:

Playboy: Что по поводу «Why Don’t We Do It in the Road?»
Леннон: Это Пол. Он даже записал её самостоятельно в другой комнате. Вот что творилось в те дни. Мы были его партнёрами, а он взял на себя всю запись. Он отвечал за ударные. Он играл на пианино. Он пел. Но вряд ли он мог бы совсем отдалиться от «Битлз». Я не знаю, что это было, понимаете. Мне понравилась запись. И всё-таки я не могу говорить за Джорджа, но я всегда огорчался, когда Пол быстренько состряпывал что-либо без нашего участия. Но такова была ситуация в то время.
Playboy: А вы никогда самостоятельно ничего не состряпывали?
Леннон: Нет.
Playboy: А как насчёт «Julia»?
Леннон: Это моя песня.

Песня «Julia» была записана лишь через четыре дня после первой сессии, посвящённой «Why Don’t We Do It in the Road?», тогда как единственным исполнителем этой песни выступил именно Леннон (дважды записанный и сведённый вокал, акустическая гитара), хотя Маккартни и присутствовал при записи (в версии песни, представленной в альбоме Anthology 3, слышен его голос из звукооператорской).
В 1981 году, беседуя с Хантером Дэвисом (автором биографии «Битлз», вышедшей в 1968 году), Маккартни дал следующий ответ на интервью Йоко Оно (в котором она заявила, что Маккартни обидел Леннона больше, чем кто бы то ни было): «Никто не обращает внимания на те случаи, когда Леннон обижал меня… Мог ли я обидеть его больше, чем тот, кто переехал его мать?» После этого он заговорил о комментарии Леннона по поводу данной песни: «Это лишь единственный случай, как мне кажется, о котором Джон упоминал публично. Мы просто пошли и сделали с Ринго эту вещь. Это не было умышленным. Джон и Джордж были загружены работой, заканчивая какие-то композиции, а мы с Ринго были свободны, просто слоняясь вокруг; вот я и сказал Ринго: „Пойдём и сделаем это“».
Маккартни выразил подобное же чувство обиды по поводу схожего инцидента с композицией «Revolution 9», записанной в июне 1968, за несколько месяцев до «Why Don’t We Do It in the Road?»: «В любом случае, он поступил так же с „Revolution 9“. Он просто пошёл и сделал её без меня. Никогда никто этого не говорил. Джон — классный парень, а я — подонок. И это повторяется без конца».

## Кавер-версии
Песня неоднократно перепевалась многими исполнителями. Из наиболее известных кавер-версий можно упомянуть следующие:
- Американский блюзмен Лоуэлл Фулсон записал кавер-версию для своего альбома In A Heavy Bag (1970 г.)[13].
- Американская певица Лидия Ланч включила кавер-версию этой песни в свой альбом Transmutation (1994 г.)[14].
- Американская группа Phish включила живое исполнение этой песни в свой альбом Live Phish Volume 13 (2002 г.)[15].
- В 2005 году американская акапелльная группа Toxic Audio включила кавер-версию песни в альбом Word of Mouth[16].
- В 2007 году песня была исполнена американской исполнительницей Даной Фукс для фильма «Через Вселенную».